# Good Luck to You, Leo Grande
Good Luck to You, Leo Grande (bra: Boa Sorte, Leo Grande) é um longa-metragem coproduzido entre Reino Unido e Estados Unidos de comédia dramática sexual lançado em 2022 dirigido por Sophie Hyde e escrito por Katy Brand. O filme é estrelado por Emma Thompson e Daryl McCormack. Teve sua estreia mundial no Festival de Cinema de Sundance em 22 de janeiro de 2022 e foi lançado em 17 de junho de 2022, nos cinemas no Reino Unido pela Lionsgate e digitalmente nos Estados Unidos pela Searchlight Pictures como um filme original do Hulu. E foi indicado ao prêmio de melhor atriz em filme musical ou de comédia nos Globos de Ouro de 2023 pela atuação de Emma Thompson.

## Elenco
- Emma Thompson como Nancy Stokes / Susan Robinson
- Daryl McCormack como Leo Grande / Connor
- Isabella Laughland como Becky
- Charlotte Ware como garçonete 1
- Carina Lopes como garçonete 2

## Produção

### Desenvolvimento e Elenco
Em outubro de 2020, foi anunciado que Emma Thompson estrelaria um filme dirigido por Sophie Hyde com roteiro de Katy Brand. O filme é um projeto conjunto entre Genesius Pictures e Cornerstone Films, com produção de Debbie Gray e Adrian Politowski. Daryl McCormack se juntou ao elenco em fevereiro de 2021. Hyde disse que gostou de trabalhar com Thompson, e as duas trabalharam em colaboração, sendo o filme resultante uma cocriação de ambas. "Discutimos muito, ouvimos as histórias e ideias uns dos outros sobre o material".

### Filmagens
As filmagens iniciaram em 8 de março de 2021 e foi concluída em 20 de abril de 2021. Os locais de filmagem incluíram Londres e Norwich. A cena de nudez de Thompson neste filme foi "provavelmente a coisa mais difícil que já tive que fazer", disse ela. McCormack e Thompson não precisavam de um coordenador de intimidade para ensaiar suas cenas de sexo.

## Lançamento
A Cornerstone Films cuidou das vendas internacionais e vendeu o filme para distribuidores independentes. Em outubro de 2021, a Lionsgate adquiriu os direitos de distribuição do filme no Reino Unido.
O filme estreou no Festival de Cinema de Sundance de 2022, que no último minuto foi alterado para um evento online e não presencial devido ao aumento de casos da variante Omicron durante a pandemia de COVID-19 nos Estados Unidos, em 22 de janeiro. 2022. Após a estreia, a Searchlight Pictures adquiriu os direitos de distribuição do filme nos Estados Unidos ao Hulu.
Em 11 de março de 2022, foi revelado que o filme seria lançado no Hulu em 17 de junho de 2022. O filme também foi lançado nos cinemas pela Lionsgate no Reino Unido na mesma data.
O filme foi lançado nos cinemas australianos pela Roadshow Films em 18 de agosto de 2022, com algumas exibições acompanhadas por uma sessão de perguntas e respostas com Hyde e o diretor de fotografia Bryan Mason na semana anterior, inclusive em sua cidade natal, Adelaide.

## Recepção

### Resposta da Crítica
No site agregador de críticas, Rotten Tomatoes, o filme detém uma taxa de aprovação de 93% com base em 216 resenhas, com uma classificação média de 7,8/10. O consenso dos críticos do site diz: "Histórias de despertar sexual não são escassas, mas Good Luck to You, Leo Grande prova que você ainda pode contar uma com um toque refrescante - e muito engraçado". O Metacritic, que usa uma média ponderada, atribuiu ao filme uma pontuação de 78 em 100, com base em 34 críticos, indicando "críticas geralmente favoráveis".
Em uma crítica no The New York Times de Lisa Kennedy descreveu o filme como "uma investigação azeda e terna sobre sexo e intimidade, dinâmica de poder e conexão humana". Descrevendo os dois atores principais, sua crítica diz: "Thompson é terrivelmente ágil com as reviravoltas e revelações do roteiro. Um recém-chegado relativo, McCormack se move entre sagacidade, compaixão e vulnerabilidade com graça." Em uma crítica para RogerEbert.com, a crítica Sheila O'Malley elogiou o filme, escrevendo: "É um alívio ver um filme tão franco sobre sexo e tão aberto às complexidades do sexo, especialmente quando tanto do cinema atual é assexuado para um grau desanimador. 'Leo Grande' se preocupa com sexo para mulheres mais velhas, e não apenas sexo, mas a bagagem associada ao sexo, e como essa bagagem nos rouba alegria e realização. Também reveladora é a atitude de não julgamento do filme em relação ao trabalho sexual".
Escrevendo ao Los Angeles Times, o crítico Justin Chang escreveu: "Good Luck to You, Leo Grande se apresenta como um corretivo, com uma seriedade que beira o utópico; por toda a sua intimidade discreta e realismo emocional, este filme sabe que está vendendo uma fantasia própria. Mas é difícil não gostar dessa fantasia ou abraçar sua visão ainda rara de uma mulher aprendendo a articular e satisfazer seus impulsos mais humanos. É bom para Nancy. E para nós". Em uma crítica para a publicação ao People's World, o jornalista Chauncey K. Robinson destacou como o filme aparentemente destruiu o "mito de que as mulheres param de viver para si mesmas depois de atingirem um certo ponto de suas vidas".

### Prêmios e Indicações
| Prêmios                                             | Data da Cerimônia       | Categoria                                              | Indicados                                                | Resultado | Ref.   |
| --------------------------------------------------- | ----------------------- | ------------------------------------------------------ | -------------------------------------------------------- | --------- | ------ |
| Hollywood Critics Association Midseason Film Awards | 1 de julho de 2022      | Melhor Atriz                                           | Emma Thompson                                            | Indicado  | [ 29 ] |
| British Independent Film Awards                     | 4 de dezembro de 2022   | Melhor Filme Independente Britânico                    | Sophie Hyde, Katy Brand, Debbie Gray, Adrian Politowski  | Indicado  | [ 30 ] |
| British Independent Film Awards                     | 4 de dezembro de 2022   | Melhor Diretora                                        | Sophie Hyde                                              | Indicado  | [ 30 ] |
| British Independent Film Awards                     | 4 de dezembro de 2022   | Melhor desempenho de liderança conjunta                | Daryl McCormack e Emma Thompson                          | Indicado  | [ 30 ] |
| British Independent Film Awards                     | 4 de dezembro de 2022   | Melhor Roteiro                                         | Katy Brand                                               | Indicado  | [ 30 ] |
| St. Louis Gateway Film Critics Association          | 18 de dezembro de 2022  | Melhor Atriz                                           | Emma Thompson                                            | Pendente  | [ 31 ] |
| Golden Globe Awards                                 | 10 de Janeiro de 2023   | Melhor Atriz em Filme - Musical ou Comédia             | Emma Thompson                                            | Pendente  | [ 32 ] |
| London Film Critics' Circle                         | 5 de fevereiro de 2023  | Ator Britânico/Irlandês do Ano (pelo conjunto da obra) | Emma Thompson                                            | Pendente  | [ 33 ] |
| London Film Critics' Circle                         | 5 de fevereiro de 2023  | Revelação de Cineasta Britânico/Irlandês do Ano        | Katy Brand                                               | Pendente  | [ 33 ] |
| Black Reel Awards                                   | 6 de fevereiro de 2023  | Excelente Desempenho Revelação Masculino               | Daryl McCormack                                          | Pendente  | [ 34 ] |
| Satellite Awards                                    | 11 de fevereiro de 2023 | Melhor Atriz em Filme - Comédia ou Musical             | Emma Thompson                                            | Pendente  | [ 35 ] |
| Alliance of Women Film Journalists                  | TBD                     | Melhor Atriz                                           | Emma Thompson                                            | Pendente  | [ 36 ] |
| Alliance of Women Film Journalists                  | TBD                     | Desempenho mais ousado                                 | Emma Thompson                                            | Pendente  | [ 36 ] |
| British Academy of Film and Television Arts         | 19 de fevereiro de 2023 | Melhor Ator                                            | Daryl McCormack                                          | Indicado  | [ 37 ] |
| British Academy of Film and Television Arts         | 19 de fevereiro de 2023 | Melhor Atriz                                           | Emma Thompson                                            | Indicado  | [ 37 ] |
| British Academy of Film and Television Arts         | 19 de fevereiro de 2023 | Melhor Estreia Britânica                               | Katy Brand                                               | Indicado  | [ 37 ] |
| British Academy of Film and Television Arts         | 19 de fevereiro de 2023 | Melhor Filme Britânico                                 | Sophie Hyde, Debbie Gray, Adrian Politowski e Katy Brand | Indicado  | [ 37 ] |